# Sơn ca rừng
Sơn ca rừng, tên khoa học Lullula arborea, là một loài chim trong họ Alaudidae.

## Tham khảo

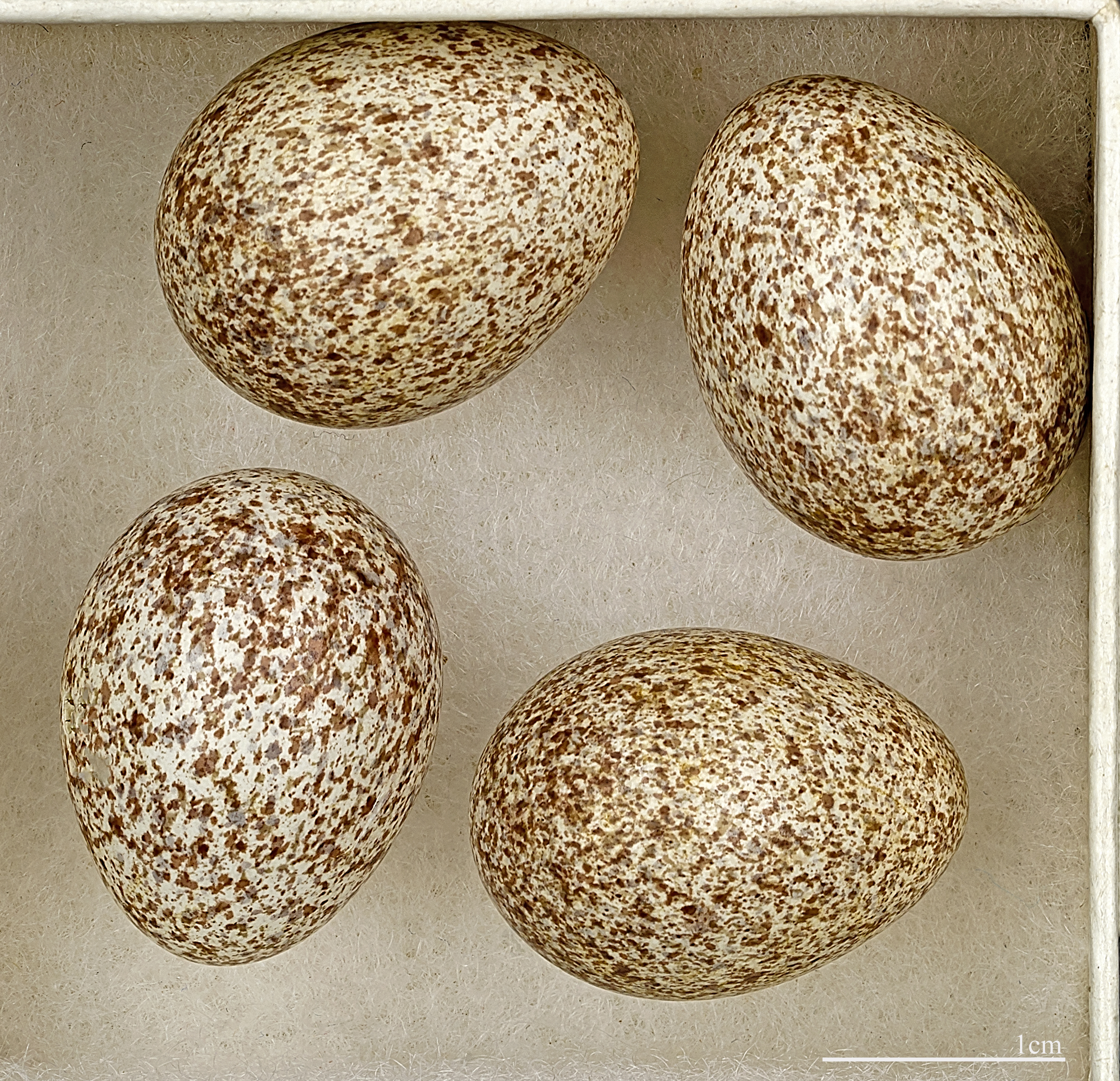
Trứng Lullula arborea